# カラフトイチヤクソウ
カラフトイチヤクソウ（樺太一薬草、学名：Pyrola faurieana）はツツジ科（旧分類である新エングラー体系やクロンキスト体系ではイチヤクソウ科）イチヤクソウ属の常緑の多年草。
旧分類のイチヤクソウ科は、新しいAPG植物分類体系では科全体がツツジ科イチヤクソウ亜科に含められている。

## 特徴
細い根茎が地下を横に這う。葉は根生し、長さ1.5-3.5cmになる狭い翼がある葉柄があり、葉身は広楕円形で、長さ2.5-4cm、幅2-3cmで、先端は円形またはやや短くとがった鈍形になり、縁には目立たない小さな鋸歯がある。葉質は厚い。
花期は7-8月。葉の間から高さ10-20cmになる花茎を伸ばし、総状花序をつけ、10-20個の花が下向きにつく。花茎に1-2個の小さな披針形の鱗片葉をつける。萼片は基部が合着して5裂し、裂片は卵形または三角状卵形で、先端はとがり、長さは約2mmになる。花冠はわずかに赤みを帯びた白色で、径8-9mmになり、花弁は5個あるがあまり開かない。雄蕊は10個あり、葯は長さ約2mmになり、花柱の周囲をとりかこむ。花柱は湾曲せずまっすぐに伸び、花時の長さは2-3mmに、果時には長さ3-5mmなり柱頭は小さく5裂する。果実は径6-7mmの蒴果になる。

## 分布と生育環境
日本では、北海道、本州の東北地方に分布し、亜高山帯から高山帯のガンコウランなどの常緑小低木がマット状になった場所、草地、砂礫地などに生育する。
国外では、千島列島、サハリン、カムチャツカ半島に分布する。

## 名前の由来
種小名 faurieana は、パリ外国宣教会のフランス人宣教師で、植物採集家のフォーリー神父への献名である。
学名は、樺太で採集された標本をもとに記載された。

## 保全状況評価
- 絶滅危惧II類 (VU)（環境省レッドリスト）

（2017年、環境省。2000年版レッドデータブックまでは絶滅危惧IB類(EN)）。

## ギャラリー

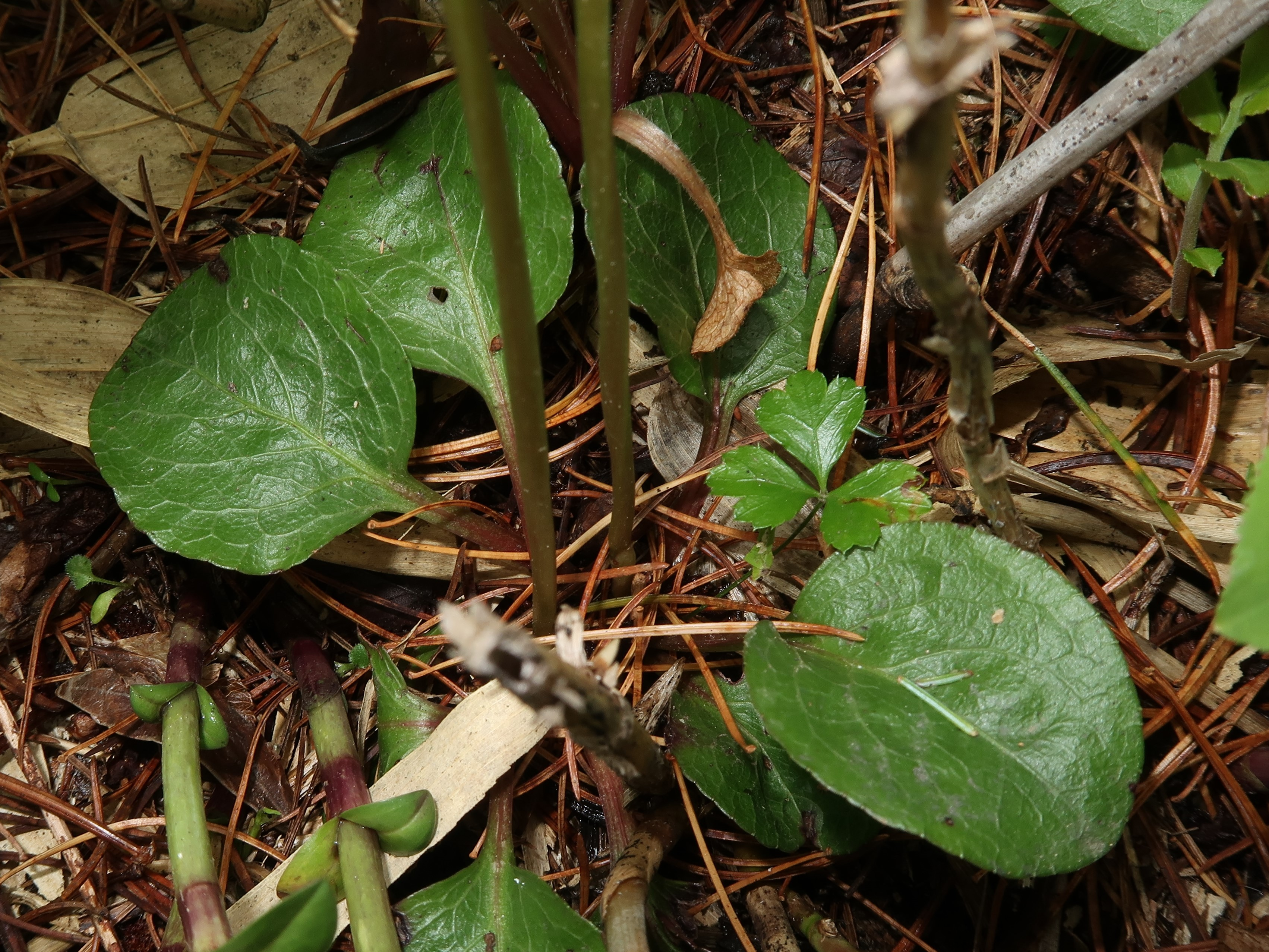
葉は根生し、狭い翼のある葉柄がある。
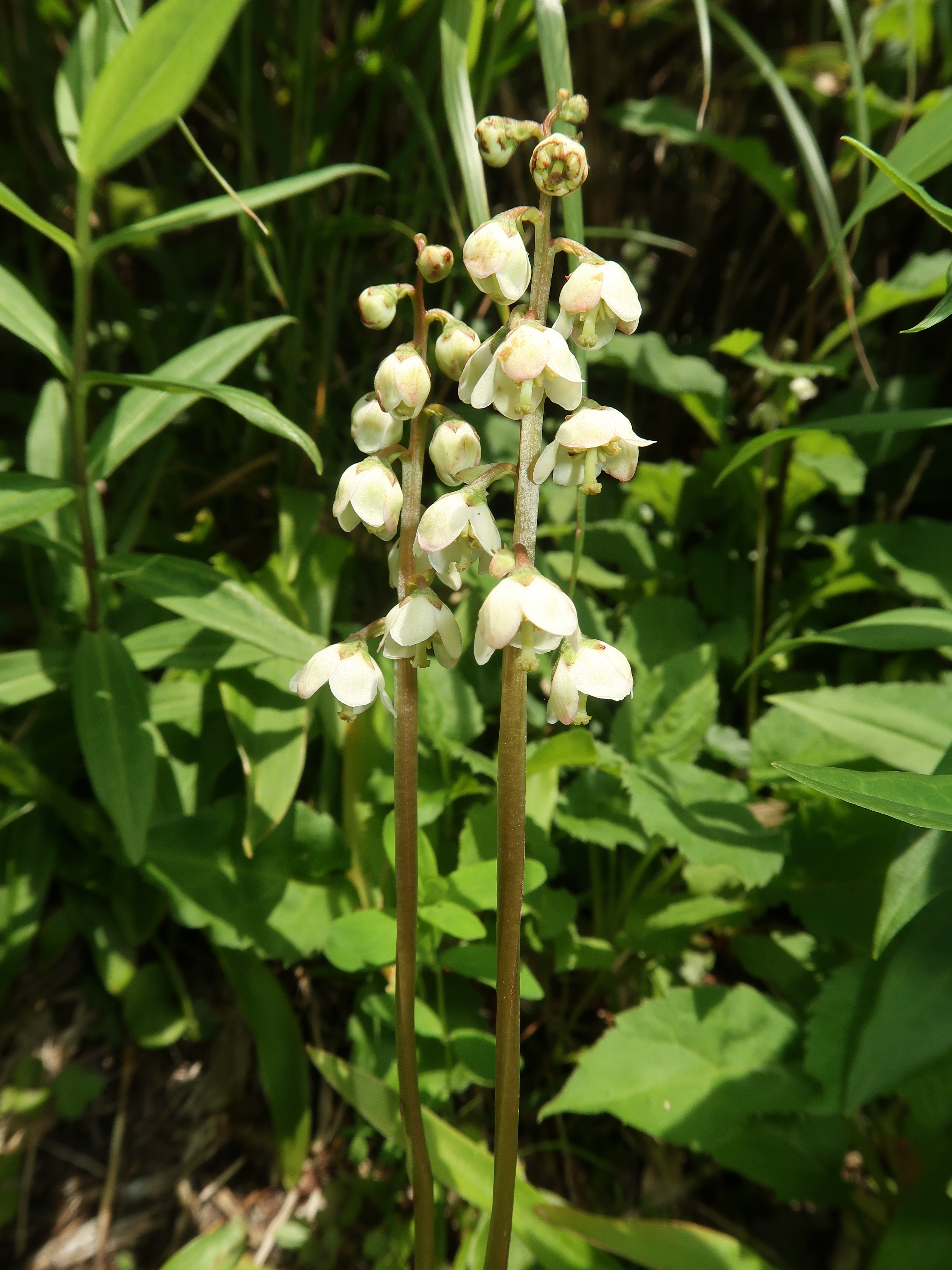
花は赤みを帯びた白色で、花弁はあまり開かない。
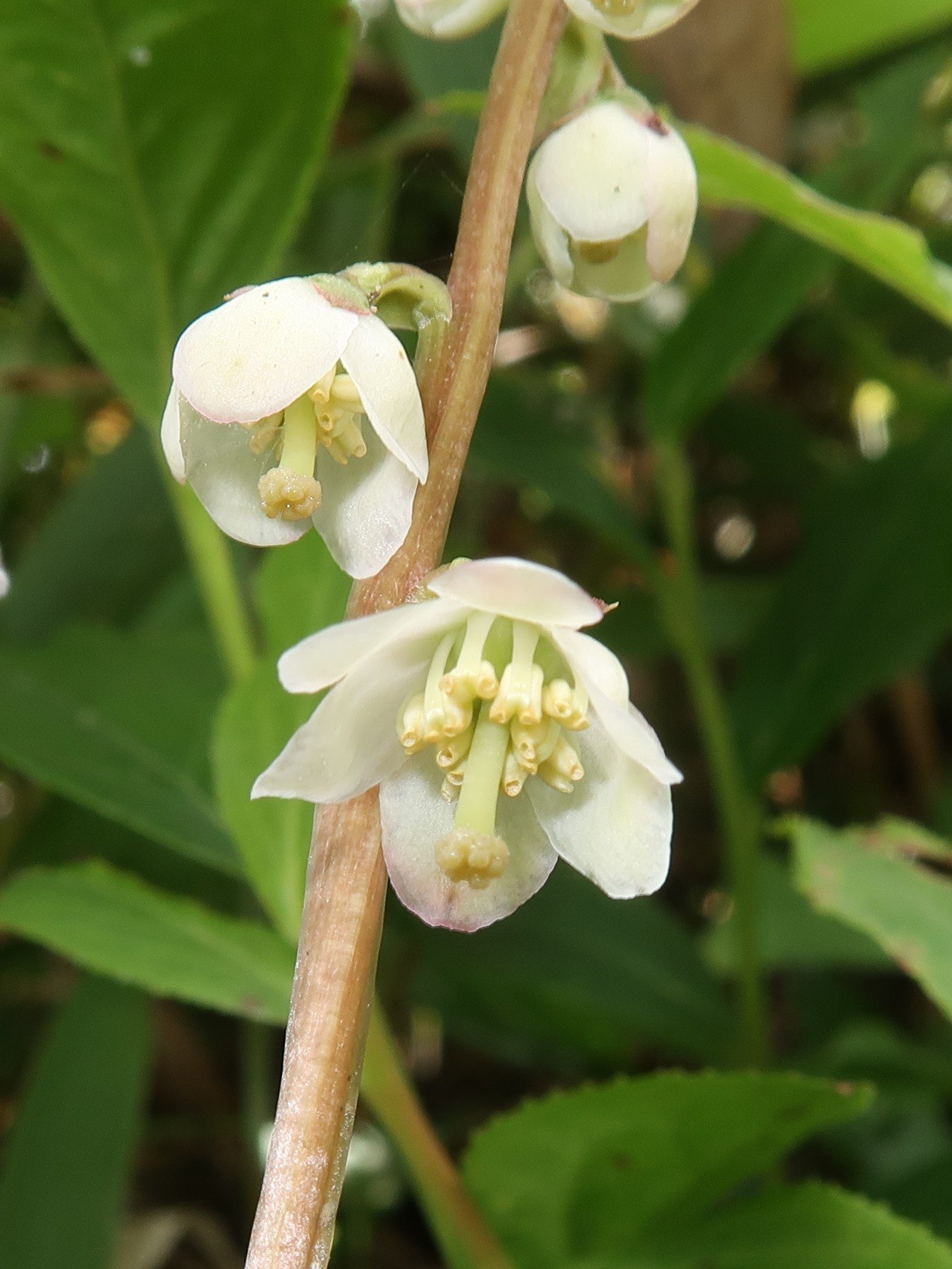
雄蕊は10個あり、葯は花柱の周囲をとりかこむ。花柱はまっすぐに伸びる。